# 柯爾特單動式陸軍轉輪手槍
柯爾特單動式陸軍（Colt Single-Action Army），也被稱為SAA、 P型（Model P）、和平捍衛者（Peacemaker）、M1873及柯爾特.45 （Colt .45）是由柯爾特公司生產的一種單動式轉輪手槍，它最初是為參加美軍於1872年的轉輪手槍招標而開發，並於1873年至1892年期間為美國陸軍騎兵的制式手槍。
雖然本槍被結構更先進和適合作戰或治安用途的現代化手槍取代，在美軍中作為制式手槍時間不長，但因為其能夠使用火力強大的子彈和極端的射擊精準，所以在民間仍然廣泛使用作自衛或射擊運動，並因此生產至今。
單動式陸軍有著30種不同口徑和槍管長度，它的總體外觀自1873年以來一直保持一致。柯爾特曾兩度停止該槍的生產，然而基於大眾需求，此槍恢復了生產好一段時間。 此槍在推出後不久隨即受到牧場主、執法人員，甚至不法分子的歡迎。而現在大多的買家都是收藏家、歷史重演活動玩家、槍械愛好者，以及射擊比賽和練習的高精度需要。其設計亦影響了無數款其他公司的產品，甚至一些廠商還推出了重製版本。
單動式陸軍也是代表著美國歷史的一把重要槍枝，並有著「一把平定西部的槍」（The Gun That Won The West）的稱號。原本列裝於美國陸軍騎兵的型號為一種 7½英寸（整體長度為13英寸）槍管的版本。
另外，此槍在西部片中極為聞名，更曾一度為美國境內最流行的輕武器之一（即使到了現在仍很受歡迎）。

## 歷史
由於受到專利問題的拘束， 而且也不想向其主要競爭對手史密斯威森支付使用費，柯爾特公司直到1869年4月之前都無法開始研製後裝式彈巢以適應金屬殼定裝彈  。柯爾特委派了兩名公司內最優秀的工程師威廉·梅森和查爾斯·布林克霍夫·理查茲進行開發，他們在之前都曾為公司開發了多款轉輪手槍和黑火藥轉換套件。而在今次，這兩位工程師則研製出為參加1872年美國政府制式轉輪手槍招標的武器，這款手槍後來被採納為軍用制式手槍，生產於1873年開始，並被命名為“單動式陸軍1873型”  ，也被稱為“陸軍新型金屬殼定裝彈轉輪手槍”（New Model Army Metallic Cartridge Revolving Pistol） 。
單動式陸軍有多種口徑。最常見的為發射.45柯爾特彈的版本，它是一種中心式底火彈藥，早期型僅內含超過40格令（2.6克）黑火藥和一顆255-格令（16.5-克）的鈍圓型彈頭，但不久轉用無煙火藥和帶被甲的硬彈頭。相比起同期的轉輪手槍子彈，.45柯爾特彈為一種威力較大的子彈 ，一些單動式陸軍的高膛壓版本，其槍口動能甚至比早期麥格農手槍發射的.357麥格農子彈還要高，直至.44麥格農推出後才被超越。早期型可以發射低膛壓的無煙火藥子彈，但若發射高膛壓版本的話將會引致炸膛。
另一種較常見的型號是發射.44-40溫徹斯特口徑的版本。由於本來就是步槍子彈，擁有較大的彈殼容納更多的發射藥，所以威力較大。
單動式陸軍與史密斯威森3型“斯科菲爾特”轉輪手槍一起取代了較舊的柯爾特1860陸軍型轉輪手槍，但前者明顯更受歡迎，而且一直在軍隊中服役至1892年才被採用雙動式扳機和外擺式彈巢的柯爾特1892型轉輪手槍取代。至1874年末， 單動式陸軍已生產了16,000枝，其中12,500枝.45口徑的手槍被送到軍隊服役，而剩下的手槍則被送到民間市場銷售 。

## 第一代型號（1873–1941）

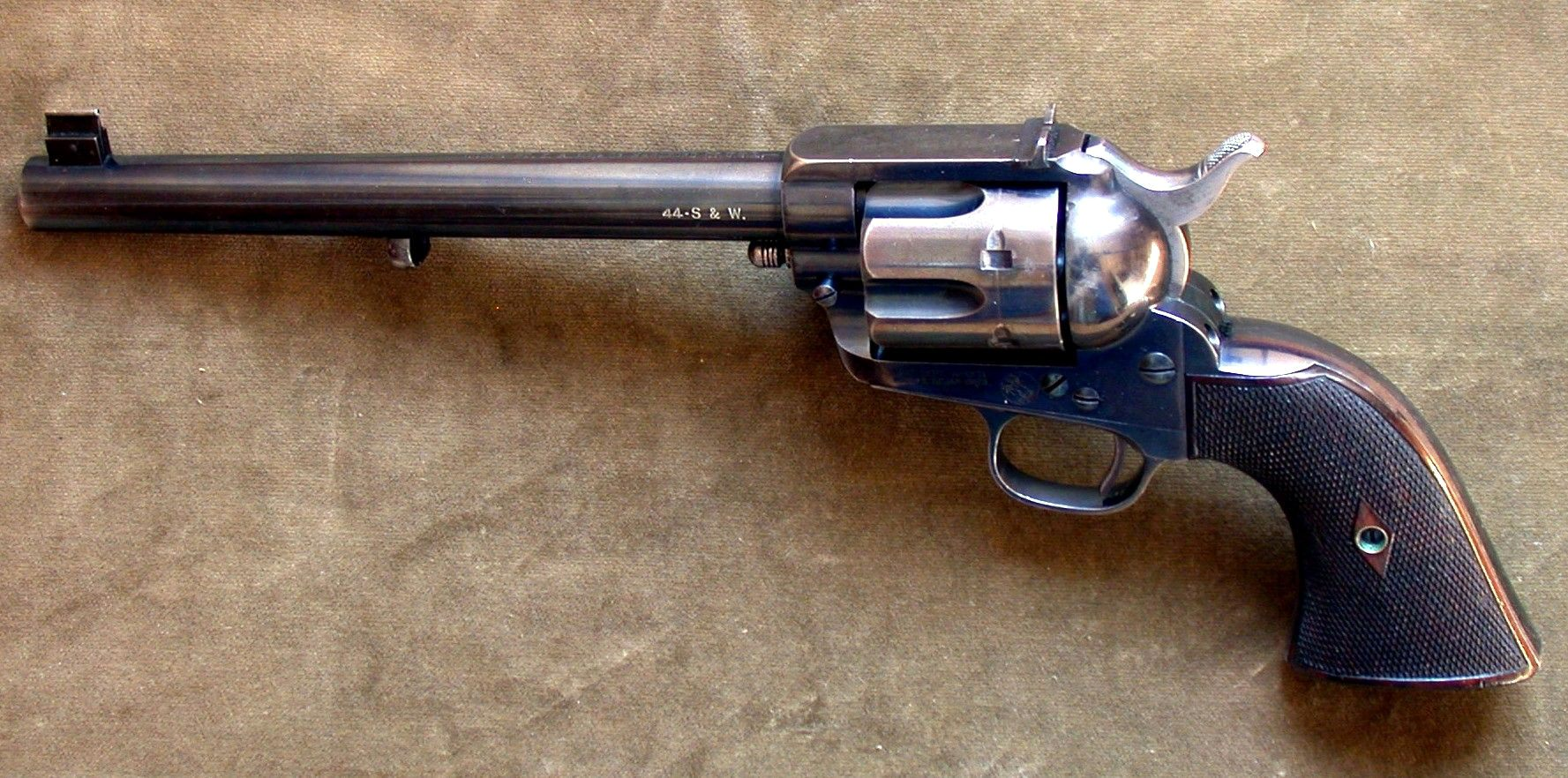
Colt SAA Flattop Target

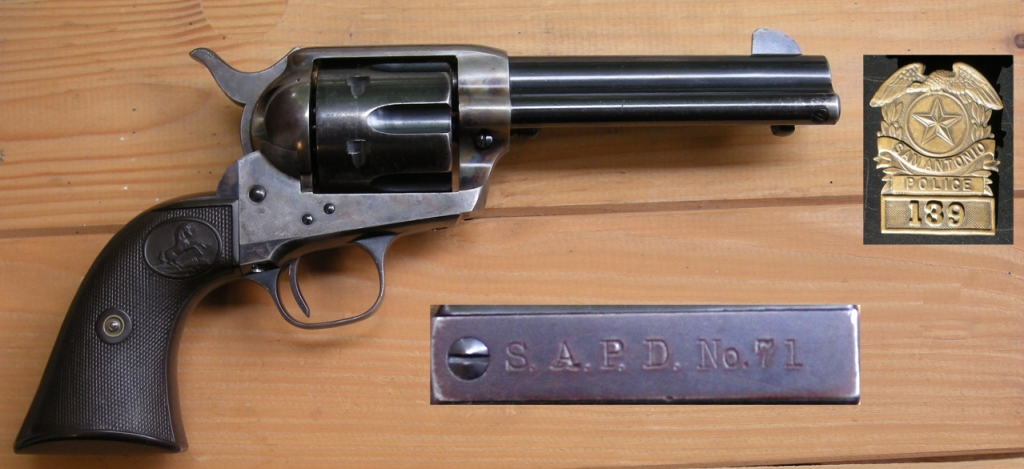
Colt SAA SAPD, Badge

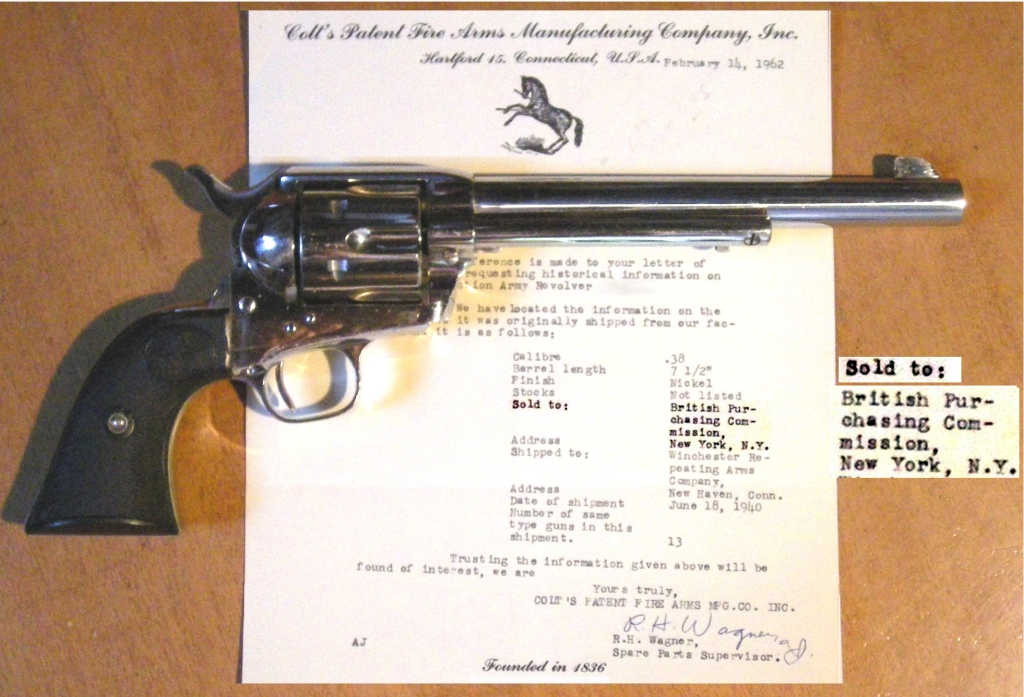
Colt Single Action Battle of Britain

單動式陸軍有標準的4¾英寸槍管型、5½英寸槍管型，以及一種騎兵專用的7½英寸槍管型。其中較短的型號很多時候會被稱為“民用型”或“槍手型”（4¾英寸槍管型）、以及“炮兵型”（5½英寸槍管型）。另外還有一種短於4英寸的型號，它被稱為“警長型”（Sheriff's Model）、“銀行家特裝型”（Banker's Special）或“店主型”（Storekeeper）  。
從1875—1880年間柯爾特還生產了一種.44 rimfire Henry口徑的型號，它一共生產了1,863枝。
而在1890—1898年間則生產了一種“平頂比賽型”，該型號具有一套可調整的後照準器，而前準星則是刀片狀，而且能夠更換的。這種型號一共生產了914枝  。
在1896年，序號為164,100及以後的手槍以彈簧底座銷釘取代了過往的彈巢銷固定螺絲，而在1900年，序號為192,000及以後的手槍開始改用無煙火藥 。於1920年開始生產的型號改用了一套更有效的機械瞄具，並取代了以往較薄的刀片準星及缺口。然後直到二戰爆發停產前這些手槍再沒有明顯的改動 。
從1873—1940年期間（仍有少量在二戰期間及二戰以後生產），單動式陸軍的生產量達到357,859枝。這些型號均被分類為“戰前型”，口徑一共至少有30種，由.22 rimfire到.476 Eley不等，當中至少有一半以上為.45柯爾特口徑（一共158,884枝）。其他較常見的口徑包括：.44-40溫徹斯特，一共生產了71,932枝；.38-40，一共生產了50,520枝；.32-20溫徹斯特，一共生產了43,284枝，還有.41柯爾特，一共生產了19,676枝 。

### 軍用型

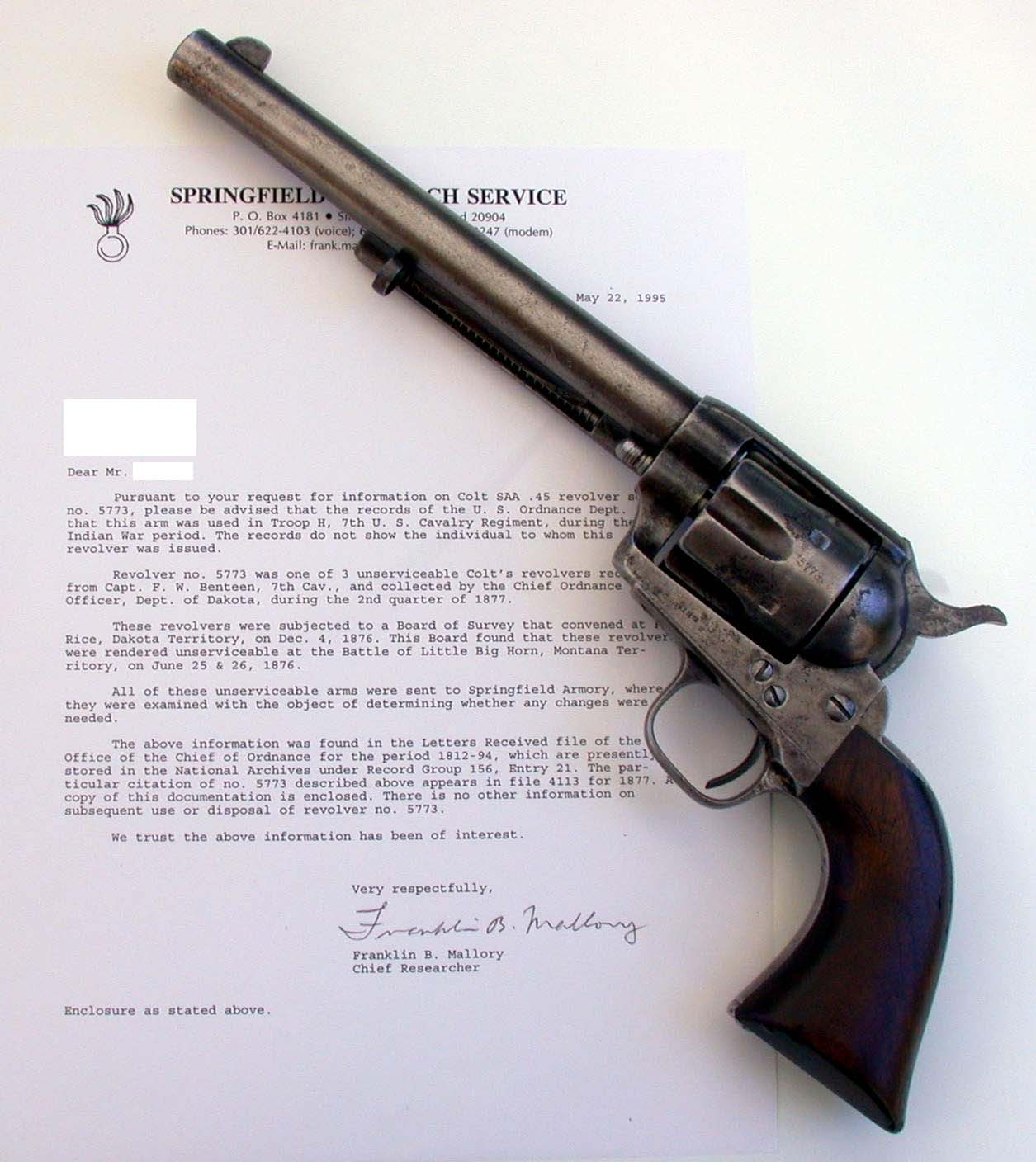
Colt Single Action Army, serial No 5773 7th Cavalry issued

所有原裝和處於良好狀態的美國騎兵和炮兵型單動式陸軍（於1873—1891年期間生產）目前成為了收藏家眼中的極品。當中最具收藏價值的最高可達到10,000美元以上 。

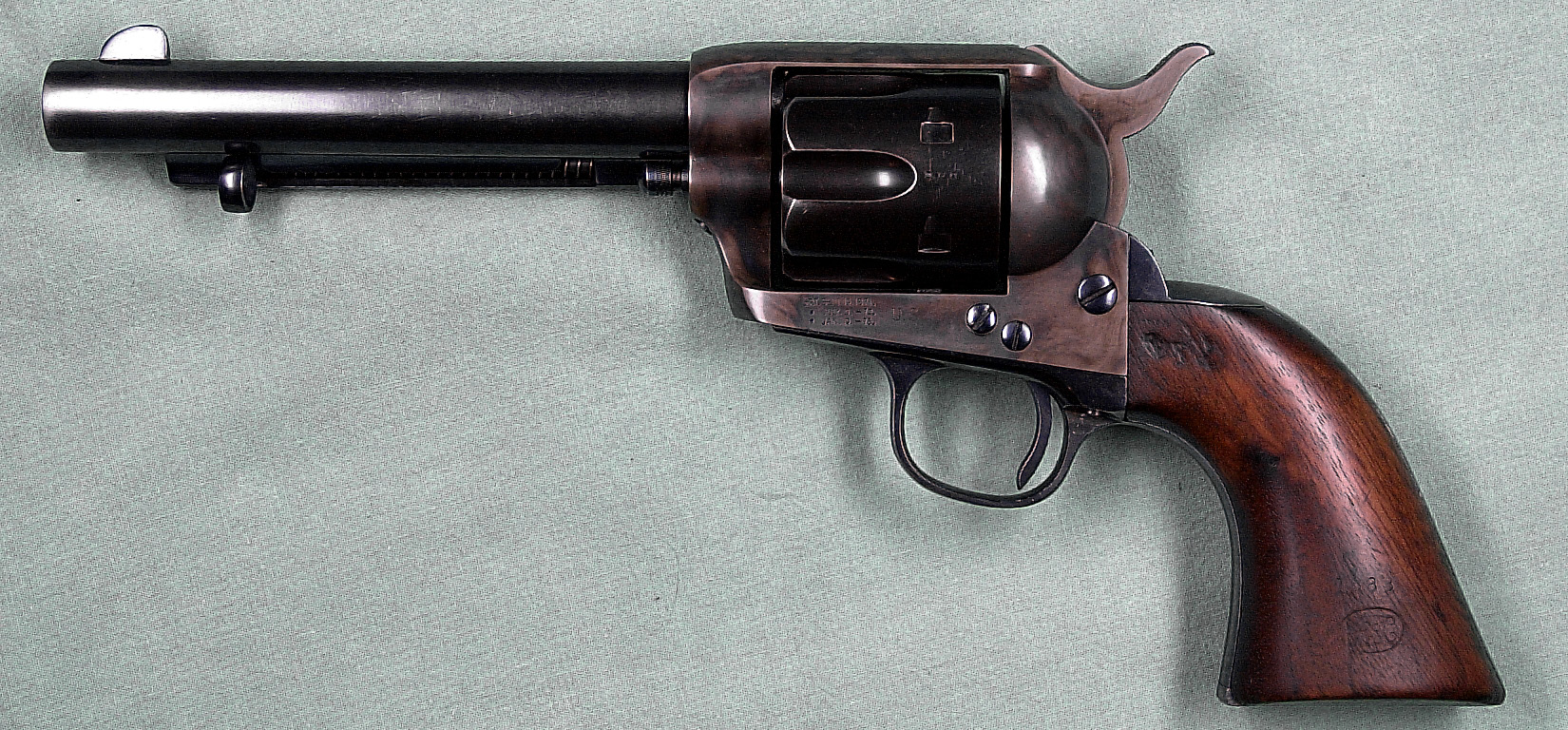
Colt Model 1873, U.S. Artillery Model

炮兵型曾裝備於步兵、輕裝步兵、志願騎兵和其他部隊。由於新列裝的.38口徑柯爾特1892型威力不足，欠缺足夠的停止作用，單動式陸軍在美西戰爭和美菲戰爭當中發揮了重要效用。

### 柯爾特邊疆型

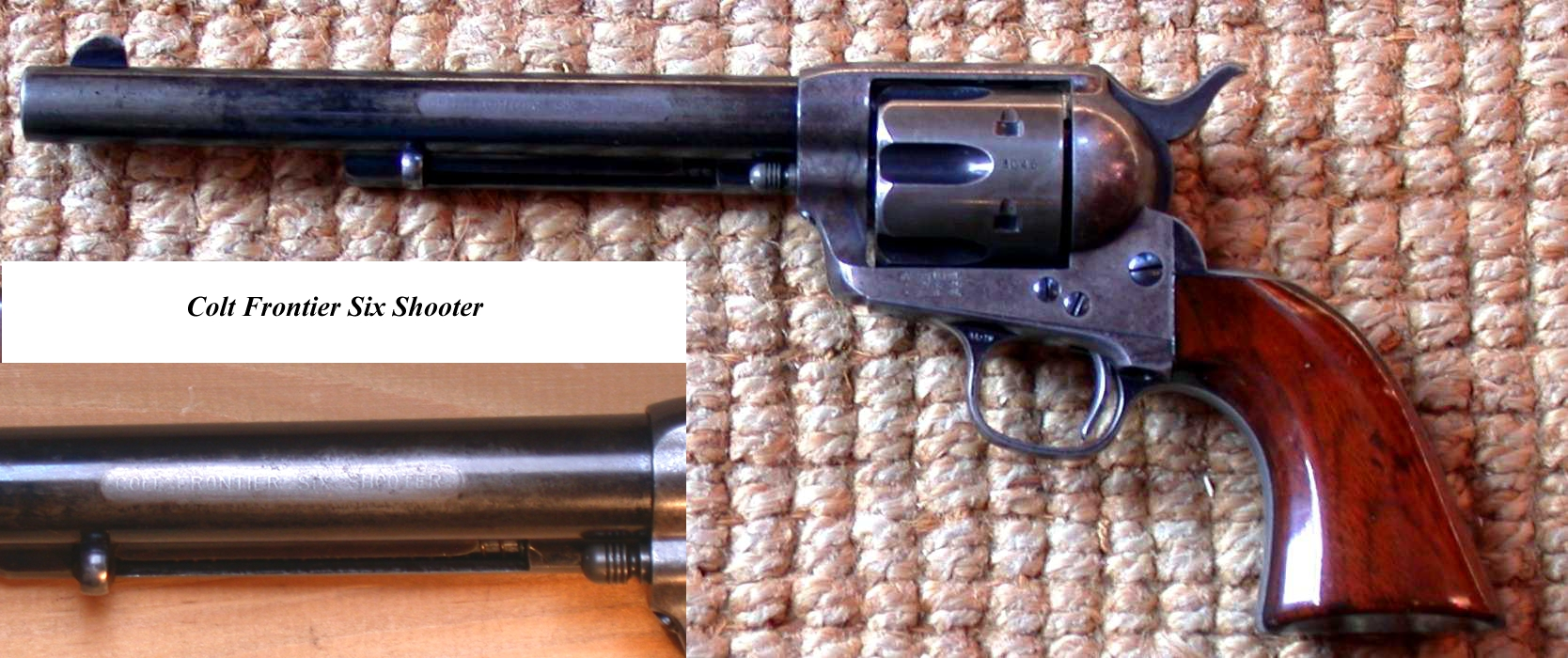
Colt "Frontier Six Shooter", shipped 1884, etched panel

“柯爾特邊疆型”（Colt Frontier）或“邊疆六發射手型”（Frontier Six-Shooter）是柯爾特1873型的“P型”（Model P）轉輪手槍，它發射.44-40溫徹斯特彈而非.45柯爾特彈，因此子彈能夠直接跟溫徹斯特1873型步槍通用。生產於1877年開始，其正式名稱為“柯爾特邊疆六發射手型”（Colt Frontier Six-Shooter），在每枝該型號的手槍的槍管左邊均刻有該字樣，在1889年以後更添加了槍枝的口徑，“.44-40”的刻字。比斯利1895型為柯爾特轉輪手槍中最後一款被指定為“邊疆六發射手型”的型號。 
設定為.44-40溫徹斯特口徑主要是考慮到用戶能夠攜帶統一口徑的武器，一枝“柯爾特邊疆六發射手型”和一枝溫徹斯特1873型或溫徹斯特1892型步槍。在舊西部時期，這樣的武器組合相當普遍。

### 比斯利型

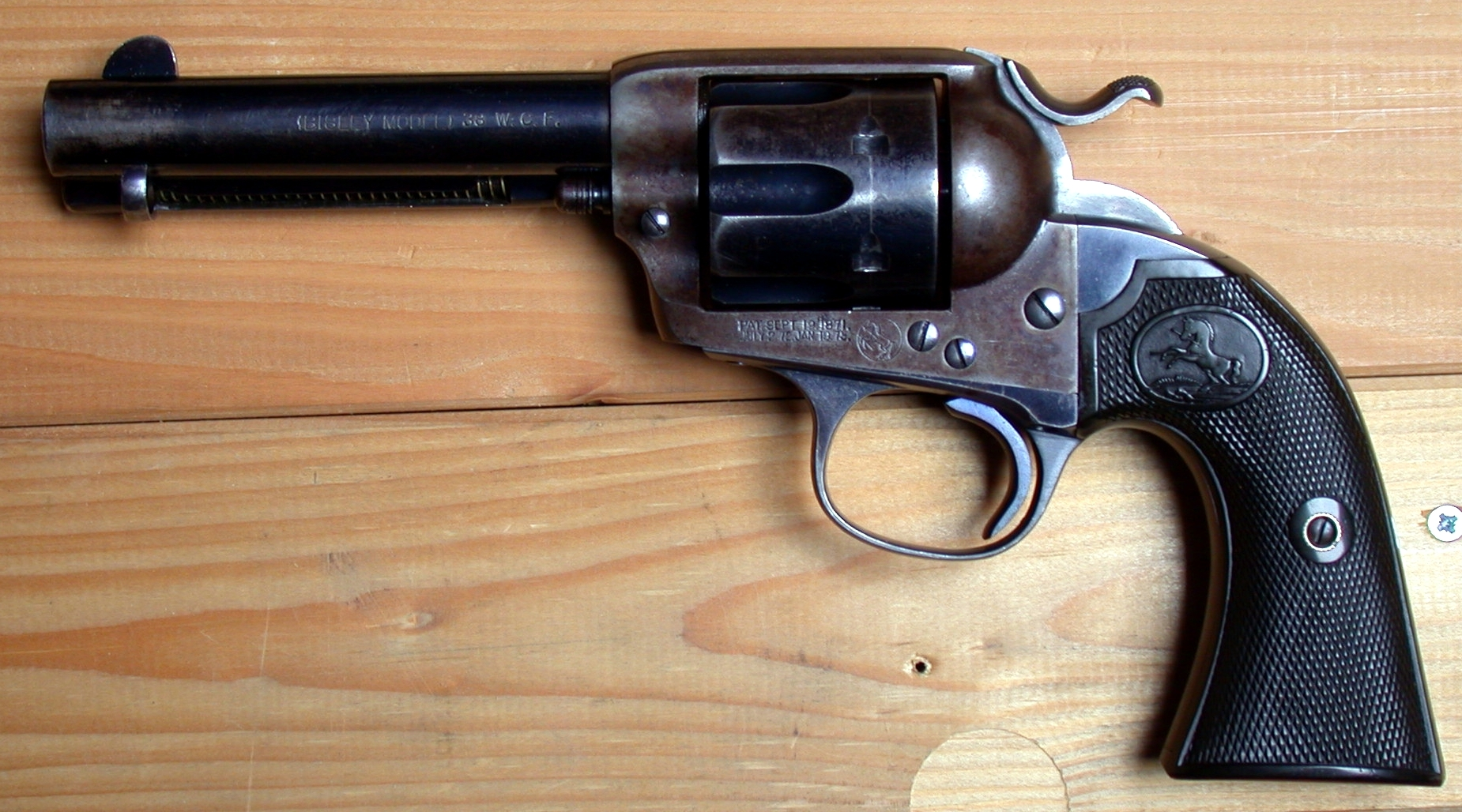
Colt Bisley Model .38-40 WCF, shipped 1904 to Copper Queen Cons. Mining Co in Bisbee, Arizona

柯爾特比斯利型（Colt Bisley）於1894年作為一款射靶手槍推出，名字是沿自英格蘭比斯利的一間靶場 。該型號有著較長的握把、更大的擊鎚尾，以及更大的扳機 。它還具備一個平坦的頂部而且還配備一套用於修正風偏的可滑動調整式後照準器  。前準星為可拆卸的刀片式，並連接到槍管的開槽底座。
比斯利型最常見的口徑為.32-20、.38-40、.45柯爾特、.44-40、.41柯爾特，以及英國口徑 .450 Eley和.455 Eley 。該型號一共生產了44,350枝，生產於1912年停止。

### 邦特蘭特裝型（英语：Colt Buntline）

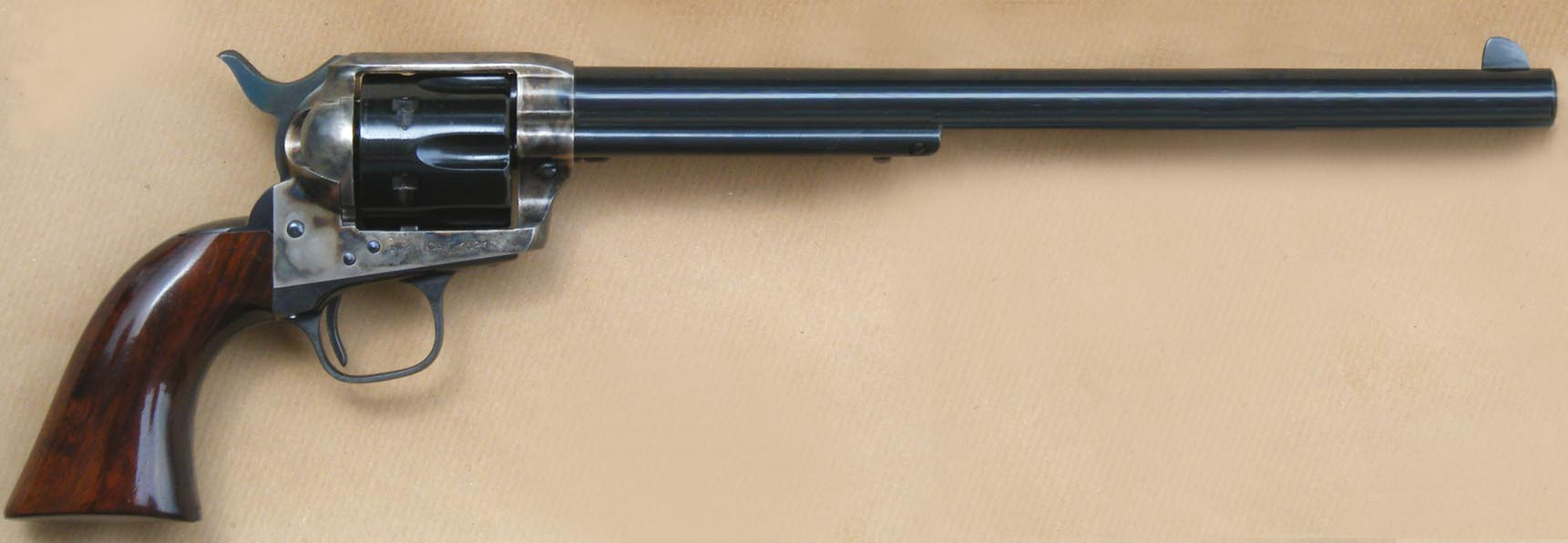
邦特蘭特裝型

邦特蘭特裝型（Buntline Special）為傳說中由舊西部時期的警長懷亞特·厄普所使用的12英寸槍管改裝型，最早出現在斯圖爾特·利克的小說《懷亞特厄普：邊疆法警》當中。後來柯爾特在生產第二代單動式陸軍期間推出了這種型號，而且還有一些廠商生產其重製版本。

## 第二代型號（1956–1974年）
在二戰爆發後不久，柯爾特中止了對單動式陸軍的生產，以投放更多資源和時間生產軍用裝備。戰爭結束後，柯爾特並沒有打算恢復對單動式陸軍的生產，原因是公司認為其設計已經過時。然而一些以舊西部為題材的電影和電視劇需要用上這種槍械作為道具，因此柯爾特於1956年開始生產單動式陸軍的第二代型號 。
第二代單動式陸軍從1956—1974年期間生產，生產序號從“0001SA”到“73,205SA”。期間柯爾特還提供了“邦特蘭特裝型” 。
從1961—1975年期間，柯爾特提供了一種具可調式瞄具的“新邊疆型”（The New Frontier），槍上刻有美國總統約翰·肯尼迪的競選口號。這個型號生產了4,200枝，當中包括70枝使用“邦特蘭特裝型”槍身的版本 。

## 第三代型號（1976年至今）
第三代型號於1976年開始生產，改進之處為使用了新的槍管螺距，還有以一個實心的彈巢軸瓦取代舊型號的可拆卸和可更換部件。該系列生產至1982年，生產序號由“SA80,000”到“SA99,999”。
於1994年，因應牛仔射擊活動的興起，柯爾特再度恢復了對單動式陸軍的生產。這些型號被稱為“後第三代型號” （Late Third Generation）或“第四代型號”。它們都配有舊型號的可拆式彈巢軸瓦，生產序號由“S02001A”開始。柯爾特目前提供全鍍鎳版本和烤藍版本，槍管長度有4¾英寸、5½英寸以及7½英寸三種，口徑有六種，分別為：.32-20、 .38-40、.44-40、.38特種彈、.357麥格農和.45柯爾特，並一共有36種衍生型。
2010年， 柯爾特恢復生產了“邊疆六發射手型”的鍍鎳版本 。

## 操作方式
單動式陸軍的槍機可以說是柯爾特生產過的早期型轉輪手槍和柯爾特1871型轉輪手槍的精緻版。扳機為單動式設計，把擊鎚完全拉落後才能扣動扳機開火。擊鎚上有三個槽位，輕微拉落一半能夠實現半待擊狀態以作為一種安全機制。一些用戶為了防止意外走火而選擇在彈巢裡少裝一發子彈，然後把擊鎚處於半待擊位置。裝填時也需要將擊鎚半待擊，然後打開位於槍身右邊，彈巢後方的裝填口蓋，再把子彈逐一裝進各膛室內，最後關上裝填口蓋。退彈或移除空彈殼需利用位於槍管右邊底部的退殼桿進行。另外一些用戶為了增加射速而採用一種叫“速射”（Fanning）的技巧，方法是扣著扳機不放，然後以另一隻手連續撥動擊鎚，這個動作使擊鎚重複撞擊擊針，令這種單動式轉輪手槍擁有匹敵半自動手槍的射速。

## 口徑
從1878年起，單動式陸軍提供多種額外口徑以針對民間用戶和外國軍事用戶。常見的口徑除了.45柯爾特外還包括：.44-40溫徹斯特、.38-40溫徹斯特、.32-20溫徹斯特、.41柯爾特、.38長柯爾特、.38特種彈以及.357麥格農等。甚至還有少量.45 ACP口徑型。

## 現代重製版本
基於單動式陸軍在市場上的受歡迎程度，一些廠商也嘗試把該槍重現，同時解決了在上彈時走火的危險。較著名的有義大利的Uberti公司（現在由貝瑞塔擁有）和美國的美國軍火生產公司（U.S. Firearms Mfg.Co.）。而一些現代的運動用轉輪手槍也仿效了單動式陸軍的一些特徵（例：儒格黑鷹型轉輪手槍）。

## 軼事

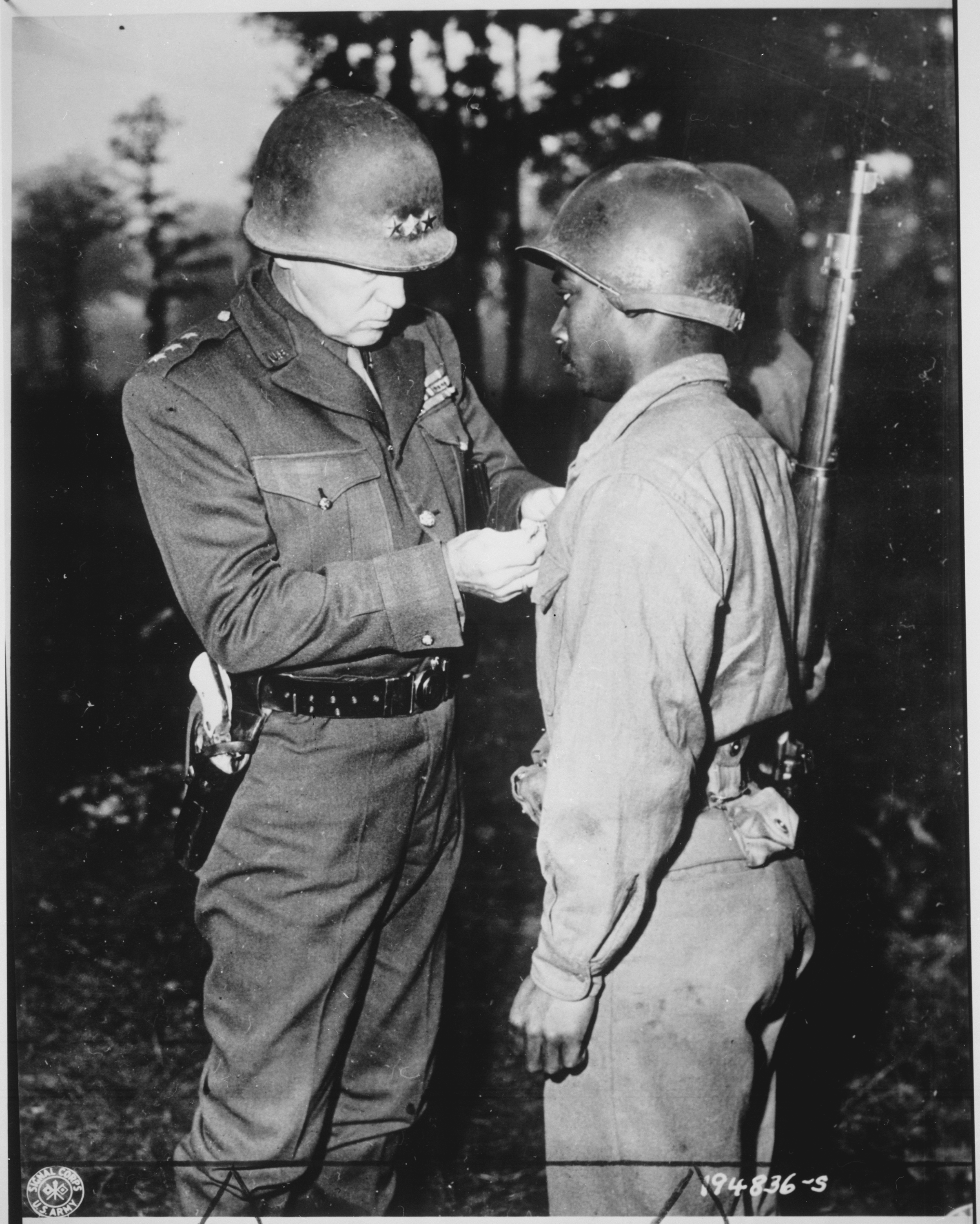
巴頓將軍與他的象牙柄單動式陸軍

美國著名將軍喬治·巴頓的佩槍為一枝象牙柄的單動式陸軍手槍，此槍後來亦成為了他的象徵性武器。

## 使用國
- 墨西哥
- 英國
- 美国
  - 美國武裝部隊
  - 多個聯邦及地方執法單位

## 流行文化
「單動式陸軍」在西部片中經常出現。不僅如此，它甚至還在各種以現代作舞台的作品中出現。

### 電視劇
- 2009年－《CSI犯罪現場》第十季：登場於該季第十集「苦命癡情男」（Better Off Dead），為槍店公開販售的商品之一，被當作證據扣押鑑證。

### 電影
- 1964年—《荒野大镖客》：為主角无名氏牛仔的佩槍（英语：Side arm）。
- 1970年—《巴頓將軍》
- 1990年—《回到未來III》：化名克林·伊斯威特的主角馬帝回到過去與「瘋狗」譚能決鬥時使用的就是此槍。
- 2008年—《神鬼傳奇3》：瑞克·歐康納的隨身配槍。
- 1992年－《紅豬》：空賊聯盟、曼馬由特隊的成員腰間都有配戴單動式陸軍手槍。
- 1995年—《致命的快感》：由主角艾倫（莎朗·斯通飾演）、費·“基德”·希律（萊昂納多·迪卡普里奧飾演）以及其他槍手所使用。
- 2000年—
- 2003年—《末代武士》：為貝格利上校（托尼·戈德溫飾演）的配槍。
- 《浴血任務》、《轟天猛將2》、《轟天猛將3》：為特製的短槍管型，沒有前準星，為主角巴尼·羅斯（席維斯·史特龍飾演）的備用槍，會使用速射。
- 2007年－《日式牛仔一品鍋》：由主角雙持使用。
- 2017年—：由傑克·丹尼爾（佩德羅·帕斯卡飾演）所使用，會雙持。
- 2019年—：由德州騎警法蘭克·哈默（凱文·科斯特納飾演）和曼尼·高特（伍迪·哈里森飾演）所使用。

### 輕小說
- 2008年—：由遠山金一（女裝化以後為加奈）所使用。
- 2013年—《軍武宅轉生魔法世界，靠現代武器開軍隊後宮!?》：由琉特・甘史密斯（前世舊名：堀田葉太）使用，並為其軍團取同名（PEACEMAKER）

### 漫畫
- 1998年－《厄夜怪客》：傭兵部隊「The Wild Geese」的培爾納德隊長所持用。
- 2004年—《JOJO的奇妙冒險 第七部 飆馬野郎》：曼登・提姆與林可・羅德艾根在本作中皆有使用過。
- 2007年—《PEACE MAKER和平捍衛者》：主角霍普和其兄柯爾皆有使用的愛槍，為工藝手槍造型。除此之外也有其他槍手使用[20]。

### 電子遊戲
- 系列：Ocelot的愛槍，不過缺席《潛龍諜影4》與《潛龍諜影5》。被稱為「有史以來最偉大的手槍」。
- 1998年—《2》：在克蕾兒篇滿足條件時，可於更換服裝的同時獲得。
- 2004年—《沉默之丘4：密室驚魂》：異世界的護士會使用此槍來攻擊主角。
- 2008年—《戰地之王》：命名為「Colt SAA荒野鏢客」。為紅票轉蛋槍，會使用速射方式射擊。現已絕版。
- 2010年—：主角一開始就擁有的槍。
- 2013年—《2》：命名為「Peacemaker .45」，會使用速射方式射擊。
- 2015年—：命名為「Single Action Army」，可透過購買獲得。
- 2016年—《戰地風雲1》：命名為「Peacekeeper」，以彩蛋武器的形式登場，為所有兵種通用配槍。裝備該槍時在非戰鬥期間第一人稱視角中玩家角色會不時作出拋槍、假裝射擊和轉槍等花式動作，腰射時會使用速射。
- 2016年—《崩壞3rd》：普通一村ex1的首次通關獎勵，是1.2版本以前唯一擁有暈眩技能的槍種。
- 2016年—《少女前線》：編號1的手槍萌擬人化戰術人形，簡稱為柯爾特左輪。
- 2017年—《魔法紀錄》：江利愛實的武器，會雙持。
- 2018年—《碧血狂殺2》：命名為「牛仔左輪」，主角的初始武器，可使用速射，也能在商店購買獲取。
- 2019年—：命名為「Quickdraw Army」。使用大口徑手槍彈藥。克蕾兒篇二周目可獲取。

## 外部連結
- Modern Firearms （页面存档备份，存于）